# Vicanit-(Ce)
Vicanit-(Ce) ist ein sehr selten vorkommendes Mineral aus der Mineralklasse der „Silikate und Germanate“. Es kristallisiert im trigonalen Kristallsystem mit der chemischen Zusammensetzung (Ca,REE,Th)15Fe3+(SiO4)3(Si3B3O18)(BO3)(As5+O4)(As3+O3)x(NaF3)1–xF7·0,2H2O mit x = 0,4. Die in den runden Klammern angegebenen Elemente Calcium, Thorium und der Metalle der Seltenen Erden (REE) können sich in der Formel jeweils gegenseitig vertreten (Substitution, Diadochie), stehen jedoch immer im selben Mengenverhältnis zu den anderen Bestandteilen des Minerals.
Den Namensanhang -(Ce) erhielt das Mineral aufgrund seines bedeutenden Gehaltes des Seltenerd-Metalls Cer von bis zu 19,2 %.
Vicanit-(Ce) bildet nur selten gut entwickelte, prismatische Kristalle bis etwa 0,3 Millimeter Größe aus. Meist findet er sich in Form unregelmäßiger Körner bzw. körniger Aggregate.

## Besondere Eigenschaften
Das Mineral gilt aufgrund seines Thoriumgehalts von bis zu 9 % und verschiedener Seltenerd-Metalle, von denen einige Isotope radioaktiv sind, als stark radioaktiv. Unter Berücksichtigung der natürlichen Zerfallsreihen bzw. vorhandener Zerfallsprodukte wird die spezifische Aktivität mit 4,069 kBq/g angegeben (zum Vergleich: natürliches Kalium 0,0312 kBq/g).

## Etymologie und Geschichte
Erstmals entdeckt wurde Vicanit bei Tre Croci, einem Stadtteil von Vetralla nahe dem Vicosee in der italienischen Provinz Viterbo und beschrieben 1995 durch Adriana Maras, G. C. Parodi, G. Della Ventura und D. Ohnenstetter, die das Mineral nach dem in der Nähe der Typlokalität liegenden See benannten.

## Klassifikation
In der veralteten 8. Auflage der Mineralsystematik nach Strunz war der Vicanit-(Ce) noch nicht aufgeführt.
In der zuletzt 2018 überarbeiteten Lapis-Systematik nach Stefan Weiß, die formal auf der alten Systematik von Karl Hugo Strunz in der 8. Auflage basiert, erhielt das Mineral die System- und Mineralnummer VIII/B.33-025. Dies entspricht der Klasse der „Silikate“ und dort der Abteilung „Inselsilikate mit tetraederfremden Anionen“, wo Vicanit-(Ce) zusammen mit Byzantievit, Hundholmenit-(Y), Laptevit-(Ce), Melanocerit-(Ce), Okanoganit-(Y), Proshchenkoit-(Y), Tritomit-(Ce) und Tritomit-(Y) eine unbenannte Gruppe mit der Systemnummer VIII/B.33 bildet.
Die von der International Mineralogical Association (IMA) zuletzt 2009 aktualisierte 9. Auflage der Strunz’schen Mineralsystematik ordnet den Vicanit-(Ce) in die Klasse der „Silikate und Germanate“ und dort in die Abteilung „Inselsilikate (Nesosilikate)“ ein. Hier ist das Mineral in der Unterabteilung „Inselsilikate mit BO3-Dreiecken und/oder B[4], Be[4]-Tetraedern, eckenteilend mit SiO4“ zu finden, wo es zusammen mit Hundholmenit-(Y), Okanoganit-(Y) und Proshchenkoit-(Y) die „Vicanitgruppe“ mit der Systemnummer 9.AJ.35 bildet.
In der vorwiegend im englischen Sprachraum gebräuchlichen Systematik der Minerale nach Dana hat Vicanit-(Ce) die System- und Mineralnummer 54.03.01.01. Das entspricht der Klasse der „Silikate“ und dort der Abteilung „Inselsilikate: Borosilikate und einige Beryllosilikate mit (BO3)“. Hier findet er sich innerhalb der Unterabteilung „Inselsilikate: Borosilikate und einige Beryllosilikate“ in der „Vicanitgruppe“, in der auch Hundholmenit-(Y) und Proshchenkoit-(Y) eingeordnet sind.

## Bildung und Fundorte
Vicanit-(Ce) bildet sich in miarolithischen Hohlräumen in Ejektadecken syenitischer Zusammensetzung.
Neben seiner Typlokalität Tre Croci konnte Vicanit-(Ce) bisher nur noch bei Le Carcarelle und Castellaccio di Petrignano nahe Vetralla und der ebenfalls nahe dem Vicasee gelegenen Gemeinde Capranica sowie in den Albaner Bergen in der italienischen Region Latium gefunden werden (Stand 2013).

## Kristallstruktur
Vicanit-(Ce) kristallisiert trigonal in der Raumgruppe R3m (Raumgruppen-Nr. 160) mit den Gitterparametern a = 10,8112(2) Å und c = 27,3296(12) Å sowie 3 Formeleinheiten pro Elementarzelle.

## Vorsichtsmaßnahmen
Aufgrund der starken Radioaktivität des Minerals sollten Mineralproben vom Vicanit-(Ce) nur in staub- und strahlungsdichten Behältern, vor allem aber niemals in Wohn-, Schlaf- und Arbeitsräumen aufbewahrt werden. Ebenso sollte eine Aufnahme in den Körper (Inkorporation, Ingestion) auf jeden Fall verhindert und zur Sicherheit direkter Körperkontakt vermieden sowie beim Umgang mit dem Mineral Mundschutz und Handschuhe getragen werden.